# Dyke March
A Dyke March egy jellemzően leszbikus nők által szervezett, inkluzív gyülekezés és demonstráció, a többi LMBTQ Pride felvonuláshoz hasonlóan. Külföldön a dyke felvonulások általában az LMBTQ Pride felvonulásokat megelőző pénteken vagy szombaton kerülnek megrendezésre. Nagyvárosokban a felvonuláshoz kapcsolódó közösségépítő eseményeket (bulik, rendezvények, táncesemények) is szerveznek a rendezvény előtt és után, amelyek az LMBTQ közösségen belül gyakran egy-egy kiemelt társadalmi réteget szólítanak meg (művészek, szülők, idősebb nők stb.). A Dyke Felvonulások célja, hogy növeljék a leszbikus nők láthatóságát és aktivizmusát. Az elmúlt években egyre inkluzívabbá váltak a felvonulások, és megszólítják a biszexuális, interszex és transznemű nőket is.
Az egyik legelső datált leszbikus pride felvonulást 1981 májusában rendezték meg Kanadában, Vancouver belvárosában. Körülbelül 200 leszbikus nő vett részt a felvonuláson, amely a Bi-National Lesbian Conference nevű konferencia (Biszexuális Nemzeti Leszbikus Konferencia) részét alkotta. 1981 októberében a Lesbians Against the Right (Jobboldal elleni Leszbikusok) nevű szervezet rendezte meg Torontóban a második felvonulást.
Az első országos Dyke Felvonulást 1993. április 24-én tartották Washington D.C.-ben. A Lesbian Avengers szervezte az eseményt, és több mint 20 000 nő vett részt rajta. A magas részvételi arány annak köszönhető, hogy egybeesett a March on Washington for Lesbian, Gay, Bi Equal Rights and Liberation Felvonulással (Washingtoni Felvonulás a Leszbikus, Meleg és Biszexuális Egyenlő Jogokért és Felszabadításért). Kizárólag nők részére rendezte meg a Lesbian Avengers az eseményt, akik arra bátorították a meleg és biszexuális férfiakat, hogy támogatókként buzdítsák a felvonulókat, egy hagyomány, amely a mai napig fennmaradt.

## Németország

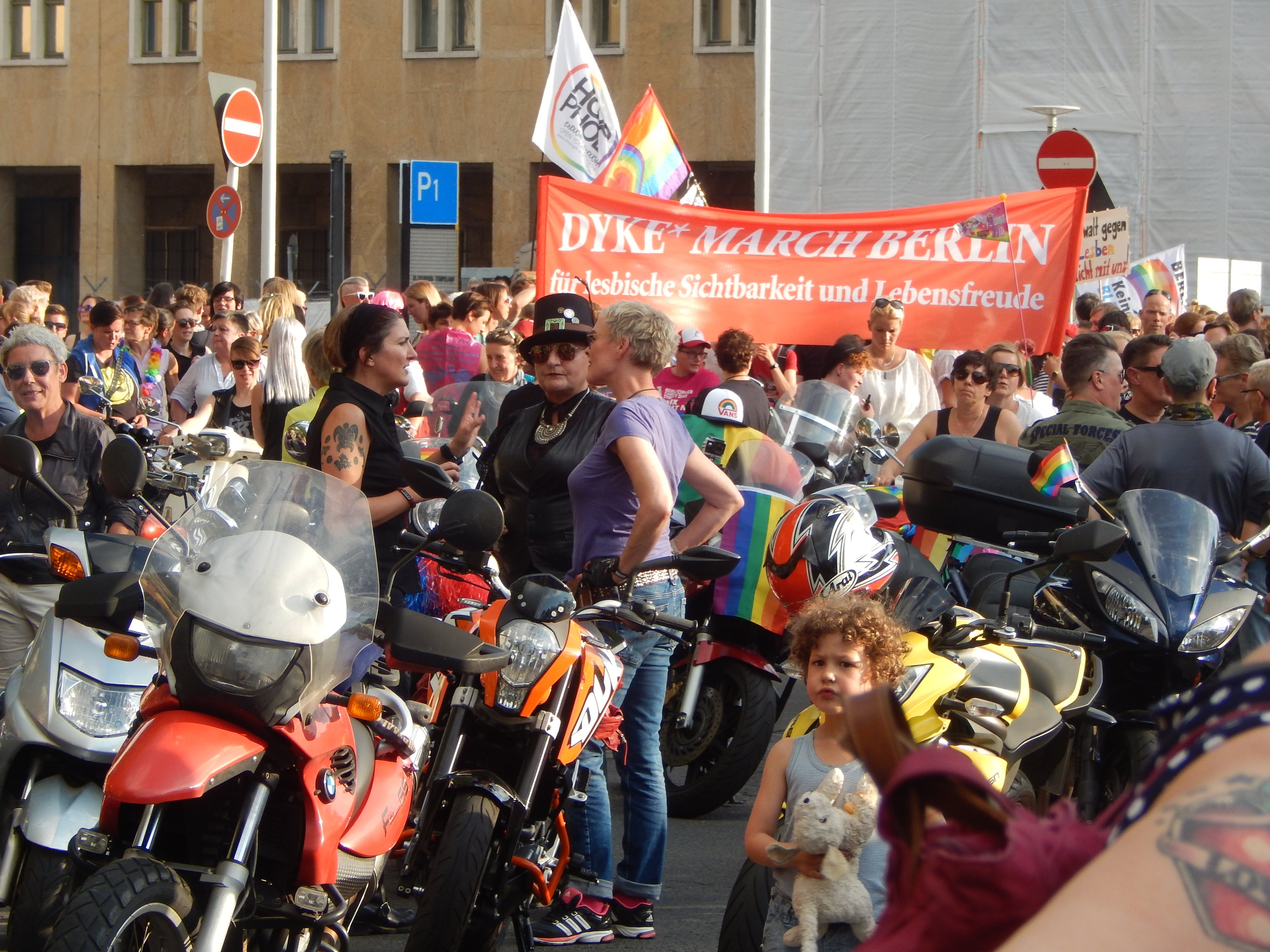
Berlin, Dykes on Bikes
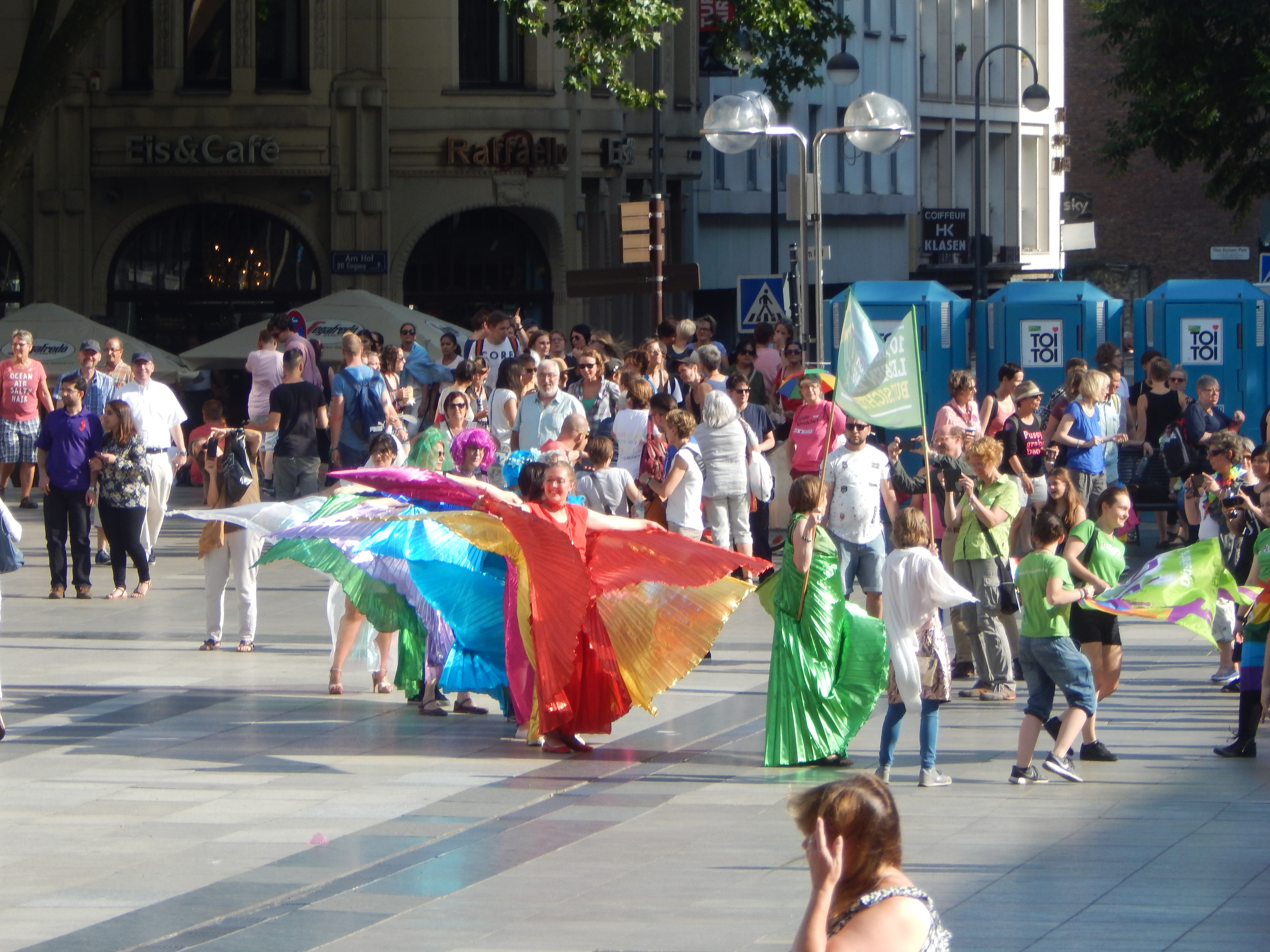
Köln
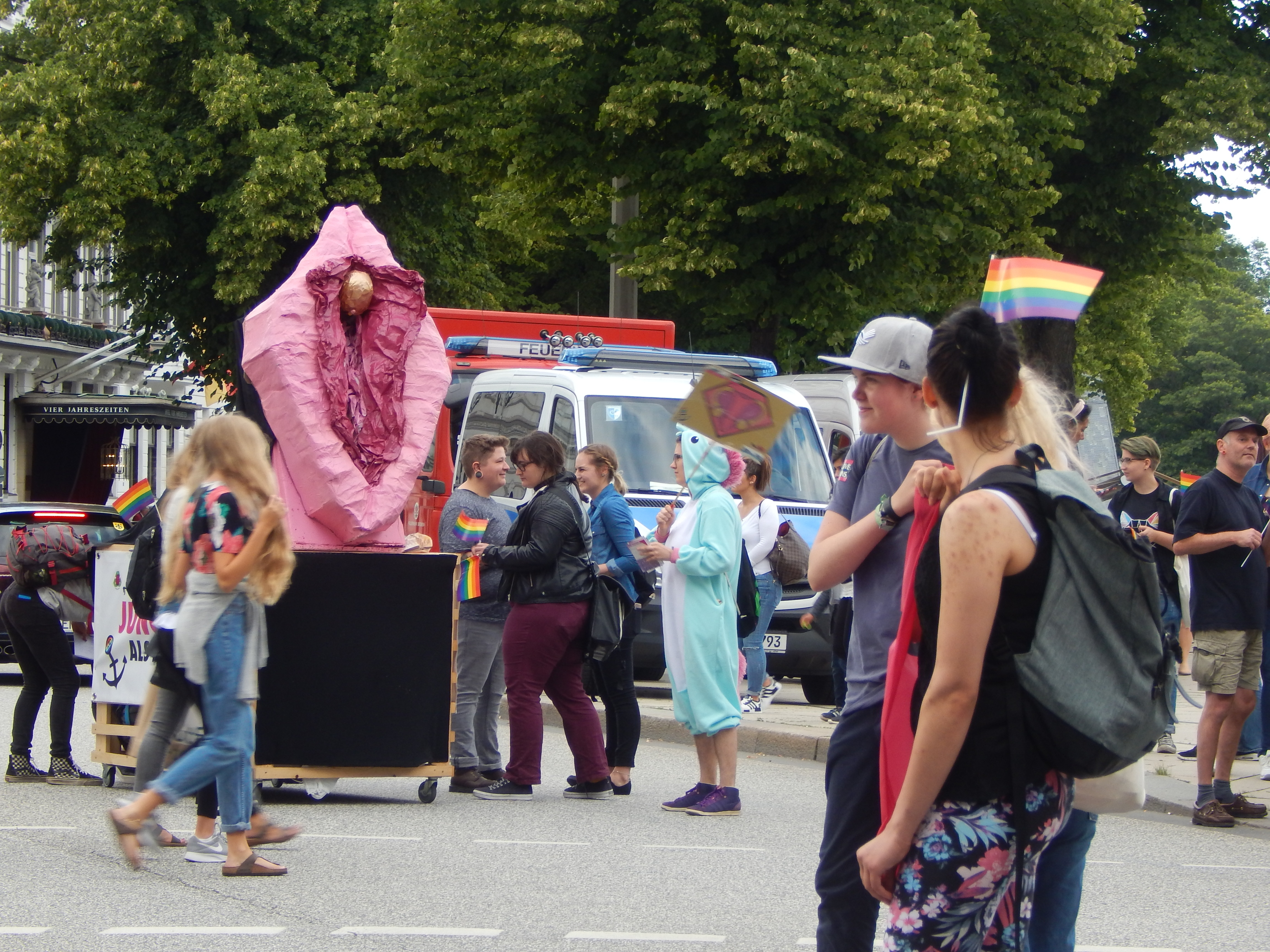
Hamburg
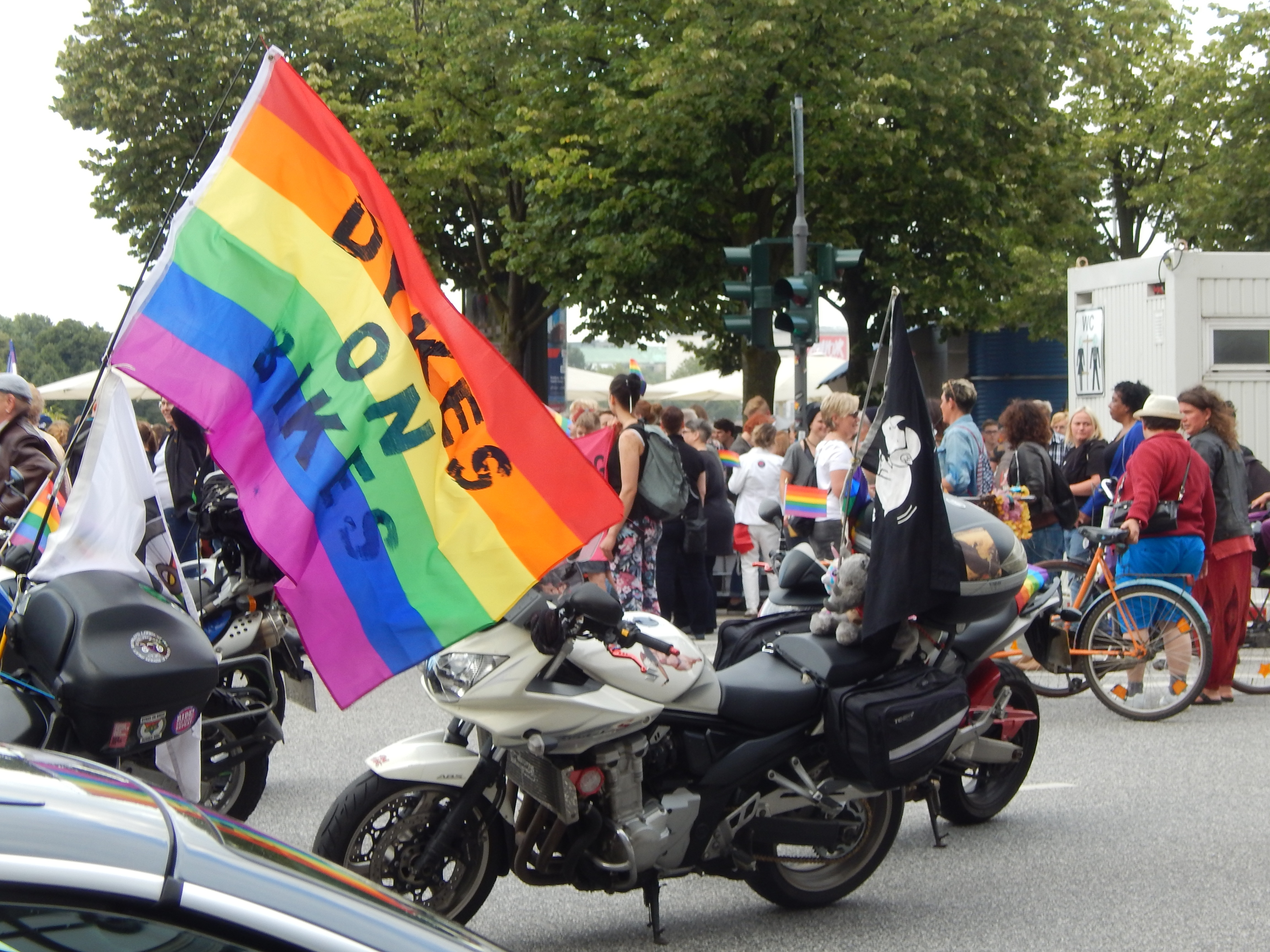
Hamburg, Dykes on Bikes
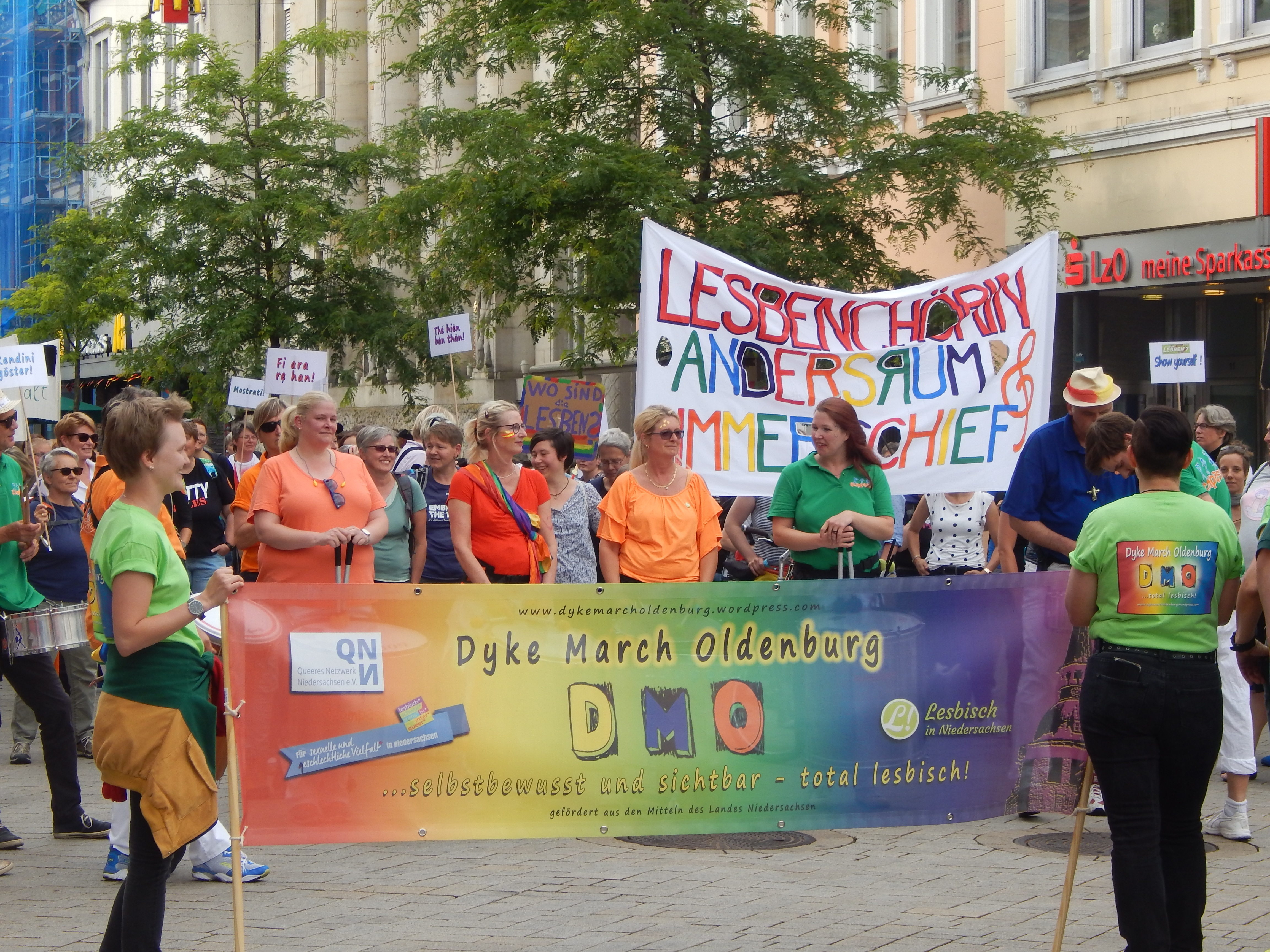
Oldenburg

## Fordítás
Ez a szócikk részben vagy egészben  a   Dyke March című angol Wikipédia-szócikk ezen változatának fordításán alapul.  Az eredeti cikk szerkesztőit annak laptörténete sorolja fel. Ez a jelzés csupán a megfogalmazás eredetét és a szerzői jogokat jelzi, nem szolgál a cikkben szereplő információk forrásmegjelöléseként.